# Törnävän Pallo-Seinäjoki
El Törnävän Pallo-Seinäjoki (o TP-Seinäjoki) és un club de futbol finlandès de la ciutat de Seinäjoki.

## Història
El club va ser fundat l'any 1955 amb el nom Törnävän Pallo-55 (TP-55). No fou fins al 1994 en que adoptà el nom TP-Seinäjoki. Només va jugar un copa a la Veikkausliiga l'any 1997. L'any 2007 el club es fusionà amb Sepsi-78 per formar el SJK, mantenint-se en categories inferiors.